# 千里馬 (雜誌)
《千里馬》是朝鮮民主主義人民共和國發行的教育生活類月刊雜誌，首發於1959年，因金日成發動的千里馬運動而得名。與其他嚴肅的宣傳性刊物不同，《千里馬》有刊登文學創作、衣食住行、健康常識等貼近生活的信息。儘管如此，仍具有朝鲜式的宣傳色彩，如其漫畫多諷刺韓國、日本及其對朝政策等。
《千里馬》自1990年代開始推出外文譯本，具有一定的國際知名度。2009年，韓國放送公社報道了《千里馬》創刊50週年的消息。

## 外部連結
- 창간 50년 北대중지 '천리마'[永久]